# Липси (остров)
Липси (греч. Λειψοί) — остров в Эгейском море, принадлежит Греции. Входит в группу островов Додеканес (Южные Спорады). Липси расположен в 26 километрах от Патмоса. На острове расположен единственный посёлок — Липси.